# Marovato (Sofia)
Marovato is een plaats en commune in het noorden van Madagaskar, behorend tot het district Boriziny, dat gelegen is in de regio Sofia. Tijdens een volkstelling in 2001 telde de plaats 23.074 inwoners.
De plaats biedt naast lager onderwijs ook middelbaar onderwijs aan. 70 % van de bevolking werkt als landbouwer en 25 % houdt zich bezig met veeteelt. Het belangrijkste landbouwproduct is rijst; andere belangrijke producten zijn pinda's, mais en maniok. Verder is 5% actief in de dienstensector.